# Wolfgang Lindig
Wolfgang Lindig (* 9. August 1925 in Aschersleben; † 23. Oktober 2018 in Kronberg im Taunus) war ein deutscher Ethnologe. Ab 1971 war er Professor für Ethnologie.

## Leben
Lindig wuchs in Leipzig auf. Im Zweiten Weltkrieg war er ab 1944 Soldat und blieb bis 1948 in Kriegsgefangenschaft. Anschließend studierte er bis 1958 Ethnologie, Soziologie, Geographie, Englisch, Romanistik und Vor- und Frühgeschichte an den Universitäten Marburg, Salt Lake City und Mainz. In Salt Lake City führte er Feldforschungen bei den Northern Ute in Utah durch. In Mainz war Wilhelm Emil Mühlmann sein Lehrer. 1958 wurde Lindig zum Doktor der Philosophie promoviert. Ab 1962 arbeitete er am Frobenius-Institut in Frankfurt a. M., zunächst als Wissenschaftlicher Assistent. Von 1962 bis 1970 führte er dort und als Lehrbeauftragter am Geographischen Institut der Universität Gießen Lehrveranstaltungen durch. 1965 wurde Lindig Assistent am Seminar für Völkerkunde der Universität Frankfurt. 1968 erfolgte die Habilitation und ab 1969/1970 lehrte er zunächst als Privatdozent am Institut für Historische Ethnologie. Seine Habilitationsschrift wurde 1970 veröffentlicht. 1971/1972 wurde Lindig zum „Professor für historische Ethnologie“ ernannt, 1972 eingeschränkt auf „Professor für historische Ethnologie mit besonderer Berücksichtigung der Ethnologie Amerikas“ mit Schwerpunkt Nordamerika. Bei mehreren Forschungsaufenthalten in Kanada, Arizona und New Mexico beschäftigte sich Lindig insbesondere mit der Prähistorie Nordamerikas. Er war Mitglied in- und ausländischer Fachgesellschaften.
Neben eigenen Monographien verfasste Lindig zahlreiche Rezensionen und Lexikonartikel. 1990 wurde Lindig emeritiert, bis 1993 vertrat er seinen eigenen bisherigen Lehrstuhl.
Lindig wurde auf dem Friedhof in Ober-Eschbach beigesetzt.

## Veröffentlichungen (Auswahl)
- Die Seri. Ein Hoka-Wildbeuterstamm in Sonora, Mexiko. In: Internationales Archiv für Ethnographie. Bd. 49 (1960), S. 1–116
- Wanderungen der Tupí-Guaraní und Eschatologie der Apapocúva-Guaran. In: Wilhelm E. Mühlmann: Chiliasmus und Nativismus. Studien zur Psychologie, Soziologie und historischen Kasuistik der Umsturzbewegungen. Dietrich Reimer, Berlin 1961 (Studien zur Soziologie der Revolution; 1), S. 19–40.
- mit Alfons M. Dauer: Prophetismus und Geistertanz-Bewegung bei nordamerikanischen Eingeborenen. In: Wilhelm E. Mühlmann: Chiliasmus und Nativismus. Studien zur Psychologie, Soziologie und historischen Kasuistik der Umsturzbewegungen. Dietrich Reimer, Berlin 1961 (Studien zur Soziologie der Revolution; 1), S. 41–74.
- Wildbeuter- und Pflanzerkulturen des nordamerikanischen Südwestens. In: Eike Haberland, Meinhard Schuster und Helmut Straube (Hrsg.): Festschrift für Ad. E. Jensen. Bd. 1, Klaus Renner, München 1964, S. 331–352.
- Hakataya und Patayan. Eine Untersuchung zur Vorgeschichte des nordamerikanischen Südwestens, insbesondere des unteren Coloradotales. In: Zeitschrift für Ethnologie. Bd. 90 (1965), S. 219–246 (Digitalisat).
- Geheimbünde und Männerbünde der Prärie- und Waldlandindianer Nordamerikas. Untersucht am Beispiel der Omaha und Irokesen (= Studien zur Kulturkunde Bd. 23). Franz Steiner, Wiesbaden 1970; zugleich Habilitationsschrift, Universität Frankfurt am Main (1969).
- Die präkolumbischen Kulturen Nordamerikas. In: Paideuma. Bd. 16 (1970), S. 187–204 (open access: https://www.jstor.org/stable/40341502).
- Die Kulturen der Eskimo und Indianer Nordamerikas (= Handbuch der Kulturgeschichte II: Kulturen der Völker). Akademische Verlagsgesellschaft Athenaion, Frankfurt a. M. 1972.
- Vorgeschichte Nordamerikas. 1973.
- Geschichte der Indianer Nord-, Mittel- und Südamerikas. Wilhelm Fink, München 1976.
- mit Mark Münzel: Die Indianer. 1976; erweiterte Neuauflage 1985.
- Zur Entstehung des Formativums im östlichen Nordamerika. In: Beiträge zur Allgemeinen und Vergleichenden Archäologie. Bd. 1 (1979), S. 247–334
- (Hrsg.): Völker der Vierten Welt. Ein Lexikon fremder Kulturen in unserer Zeit. Wilhelm Fink und Ferdinand Schöningh, München 1981, ISBN 3-506-75190-5.
- Paläo-ethnobotanische Forschungen im östlichen Nordamerika. In: Baessler-Archiv. Bd. 38 (1990), S. 1–21 (Digitalisat).
- Indianische Realität. Nordamerikanische Indianer in der Gegenwart. Deutscher Taschenbuch Verlag, München 1994 (dtv; 4164), ISBN 3-423-04614-7.